# Баклан японський
Баклан японський (Phalacrocorax capillatus) — вид сулоподібних птахів родини бакланових (Phalacrocoracidae).

## Поширення
Птах гніздиться вздовж узбережжя Японії, Кореї і Далекого Сходу Росії. У позагніздовий період бродячі птахи трапляються південніше аж до Тайваню.

## Опис
Птах завдовжки до 84  см, з розмахом крил 152 см. У нього майже повністю глянцеве чорне оперення, яке під час сезону розмноження має зеленкувато-синій відтінок. Горло і нижня частина голови білі. Біля основи дзьоба є жовто-помаранчева неоперена ділянка шкіри. Дзьоб чорний зверху та жовтий знизу. Ноги чорні.

## Спосіб життя
Баклани ловлять рибу у відкритому морі. Моногамний птах. Гніздиться колоніями на скелях або хвойних деревах. Моногамний птах. У кладці 4 яйця.